# Karl Kolbielski
Karl Kolbielski, auch Carl Glave oder Carl Glave-Kolbielski, (* 4. August 1752 in Stettin; † 13. August 1831 in Ofen) war ein Abenteurer, politischer Agent, Publizist, Finanzfachmann und Unternehmer.

## Leben
Er war der Sohn von Hermann Caspar Glave († 1786), Hofrat und Landsyndikus von Vorpommern. Wie sein Vater studierte er Rechtswissenschaften an mehreren Universitäten; 1771 wurde er an der Philosophischen Fakultät der Universität Halle promoviert. Glave arbeitete dann im preußischen Staatsdienst nacheinander als Referendar bei der Regierung in Stettin und als Assessor am Kammergericht in Berlin, bei der Regierung in Marienwerder und beim Hofgericht in Königsberg. 1779 wurde er Regierungsrat und von Großkanzler Johann Heinrich von Carmer mit der Reorganisation des Justizwesens in Ostpreußen beauftragt. Er machte sich aber viele Feinde und wurde 1786 wegen Amtsmissbrauchs und Bestechlichkeit zu zwei Jahren Haft verurteilt. Nach Verbüßen der Haft wurde er 1788 nach Polen abgeschoben.
In Warschau wurde Glave politischer Berater u. a. von König Stanislaw August Poniatowski und Agent mehrerer Regierungen. Er erwarb die Herrschaft Kolbiele in Galizien – daher wohl die Namensform Kolbielski – und vermittelte polnische Anleihen nach Holland.
Der österreichische Diplomat Franz Graf von Dietrichstein warb ihn als geheimen politischen Publizisten an. Unter wechselnden Pseudonymen verfasste Kolbielski in den Jahren 1794 bis 1799 eine große Zahl antipreußischer, antirussischer und antifranzösischer Schriften, die durch stilistische Gewandtheit und scharfe Polemik Aufsehen erregten.
Bekannt wurden vor allem das „Sendschreiben an Frankreichs Nationalconvent“ und die „Germania im Jahre 1795“.
Seit 1799 machte Kolbielski als phantasievoller Unternehmer und Projektemacher von sich reden. Unterstützt von der Wiener Kommerzial-, Leih- und Wechselbank, begann er, englische Techniker und Facharbeiter anzuwerben. Aus Hamburg brachte er den aus Manchester stammenden Johann Thornton nach Wien, der für die österreichischen Baumwolltextil- und Spinnmaschinenindustrie bedeutend wurde. Nachdem er für österreichische Auftraggeber in England und Deutschland Konkurrenzspionage getrieben hatte, wurde er schließlich aus England ausgewiesen. Er erhielt ein Exklusivprivileg für die Herstellung von Spinnmaschinen, doch wurde dieses 1801 wieder zurückgezogen. Auch andere Unternehmungen Kolbielskis in dieser Zeit schlugen fehl (spekulative Getreidelieferungen von Galizien nach England, etliche Projekte von Banken, Versicherungen und Garnmanufakturen und die Gründung einer Maschinenfabrik in Sechshaus bei Wien). Am Wiener Hof war er aber als Finanzfachmann angesehen, blieb 1809 als österreichischer Spion im besetzten Wien und soll an einer Verschwörung gegen Napoleon beteiligt gewesen sein. Im März 1810 wurde er von der österreichischen Polizei verhaftet und bis 1813 festgehalten. Dann war er 15 Jahre in der Festung Leopoldstadt in Ungarn (heute Slowakei) in Haft. 1828 wurde er durch die Fürsprache von Erzherzog Ferdinand entlassen und wohnte dann in Ofen/Budapest.